# Ede, Nigeria
Ede este un oraș din statul Osun, sud-vestul Nigeriei.